# Taxonomía de Adenanthos
El Arreglo taxonómico de George Bentham sobre Adenanthos fue el primer arreglo taxonómico completo de este género de plantas. Fue publicado en 1870 en una de sus obras sobre la flora australiana más importantes, Flora Australiensis. Permanecería por más de cien años antes de ser reemplazado por el arreglo de 1978 de Ernest Charles Nelson.

## Trasfondo
Adenanthos es un género de unas 30 especies de la familia de plantas Proteaceae. Endémicas del sur de Australia, son arbustos leñosos perennifolios con flores solitarias que son polinizadas por las aves y, si son fertilizadas, se convierten en aquenios. No suelen cultivarse. Los nombres comunes de las especies, en inglés, a menudo incluyen uno de los términos "woollybush", "jugflower" y "stick-in-the-jug".
La primera colección botánica conocida de Adenanthos fue creada por Archibald Menzies durante la visita de septiembre de 1791 de la Expedición de Vancouver al King George Sound, en la costa sur de Australia Occidental. Sin embargo, esto no condujo a la publicación del género. Jacques Labillardière recolectó especímenes de A. cuneatus en la Bahía de Esperanza al año siguiente, y en 1803 Jean-Baptiste Leschenault de la Tour recolectó las mismas dos especies que Menzies tenía 12 años antes. Labillardière publicó el género en 1805, en su Novae Hollandiae Plantarum Specimen, basado en los especímenes recogidos por él mismo y por Leschenault. Al género se le dio el nombre de Adenanthos, del griego αδην (aden-, "glándula") y ανθοσz (-anthos, "flor"), en referencia a los nectarios prominentes. Para 1870, ya se habían publicado 13 especies, y, en ese año, Bentham publicó el quinto volumen de su Flora Australiensis, en la que figuraba un tratamiento de la familia de plantas Proteaceae, incluida Adenanthos.

## Arreglo de Bentham
En su tratado sobre Adenanthos, Bentham publicó una decimocuarta especie, y el primer arreglo infragénico: dividió el género en dos secciones taxonómicas, A. sect. Eurylaema y A. sect. Stenolaema, basada en la forma del tubo del periantio. Mientras que las especies del género A. sect. Eurylaema poseen tubos periánticos curvados e hinchados por encima de la mitad, las del género A. sect. Stenolaema los tienen rectos y no hinchados. La disposición completa es la siguiente:
Adenanthos
A. sect. Eurylaema
A. barbigera (ahora A. barbiger)
A. obovata (ahora A. obovatus)
A. sect. Stenolaena (ahora A. sect. Adenanthos)
A. cuneata (ahora A. cuneatus)
A. Cunninghamii (ahora A. × cunninghamii)
A. pungens
A. venosa (ahora A. venosus)
A. Dobsoni (ahora A. dobsonii)
A. linearis
A. sericea (ahora A. sericeus)
A. Meissneri (ahora A. meisneri)
A. filifolia (ahora A. filifolius)
A. terminalis
A. flavidiflora (ahora A. flavidiflorus)
A. apiculata (ahora A. apiculatus)

## Legado
El arreglo de Bentham se mantuvo durante más de cien años, momento en el que se descubrieron nuevas especies. Como consecuencia, su arreglo quedaría "muy inadecuado e incompleto". Su división del género en dos secciones basadas en la forma del periantio sigue siendo aceptada en la actualidad, pero los cambios en las leyes de la nomenclatura botánica supusieron que a A. sect. Stenolaema se le reconociera ahora como A. sect. Adenanthos, y todos los epítetos específicos tienen ahora un género masculino; por ejemplo, la especie a la que Bentham se refería como Adenanthos barbigera se llama ahora Adenanthos barbiger.